# Beginning
Beginning (georgisch დასაწყისი Dassazqissi, dt.: „Start“) ist ein französisch-georgischer Spielfilm von Déa Kulumbegashvili aus dem Jahr 2020. Das radikal inszenierte Drama lehnt sich thematisch an die Geschichte Abrahams aus dem Alten Testament an. Im Mittelpunkt der Handlung steht die Ehefrau eines Missionars der Zeugen Jehovas in einem georgischen Bergdorf (dargestellt von Ia Sukhitashvili). Als ein Anschlag auf die Glaubensgemeinschaft verübt wird, gerät sie in eine tiefe Sinnkrise, die eine Kette traumatischer Ereignisse auslöst, die in ein Verbrechen münden.
Die Uraufführung des Films war ursprünglich im Mai 2020 bei den 73. Internationalen Filmfestspiele von Cannes geplant, die aber aufgrund der COVID-19-Pandemie abgesagt werden mussten. Daraufhin wurde Kulumbegashvilis Spielfilmdebüt am 11. September 2020 erstmals im Rahmen des 45. Toronto International Film Festival der Öffentlichkeit vorgestellt. Die internationale Fachkritik interpretierte den Film als eine Art Parabel auf die Unterdrückung von Frauen in patriarchalischen Gesellschaftsstrukturen konservativer Religionsgemeinschaften.

## Handlung
Yana lebt mit ihrem Ehemann David und ihrem Sohn Giorgi in einem überwiegend christlich-orthodox geprägtem Bergdorf in Georgien. Die Familie gehört den Zeugen Jehovas an und geht der Missionarstätigkeit nach. David steht der isoliert lebenden Gemeinschaft als Gemeindevorsteher vor. Eines Tages wird während eines Gottesdienstes im Königreichssaal ein Anschlag auf die Glaubensgemeinschaft verübt. Dabei legt eine extremistische Gruppierung das bescheidene Gebäude mit Molotowcocktails in Schutt und Asche. Die Zeugen Jehovas sind entsetzt über den Anschlag. Auch für Yana und David stellt sich die Frage, ob sie die feindliche Umgebung verlassen oder ihre Missionarstätigkeit fortsetzen sollen. Vor allem Yana belastet die Situation und sie gerät in eine tiefe Sinnkrise. Während David durch das chinesische Staatsfernsehen an Aufnahmen des Anschlags gelangt, will sie Gerechtigkeit. Ihr Streben nach Vergeltung führt zur Konfrontation mit dem örtlichen Polizisten Alex. Dieser missbraucht und korrumpiert sie. Das Zusammentreffen mit Alex tritt eine unumkehrbare Kette an traumatischen Ereignissen los, die in ein Verbrechen münden.

## Entstehungsgeschichte
Beginning ist das Spielfilmdebüt von Déa Kulumbegashvili. Zuvor hatte sie in ihrer Heimat Georgien u. a. zwei Kurzfilme realisiert. Das Drehbuch von Beginning lehnt sich nach Angaben von Kulumbegashvili frei an einer wahren Geschichte an. Wie die Hauptfigur der Yana ist die Filmemacherin auch in einem kleinen, ländlichen Dorf aufgewachsen. Gedreht wurde in der Stadt Lagodechi, im Osten Georgiens, nahe dem Dreiländereck mit Aserbaidschan und Russland. Im Land zählt die überwiegende Mehrheit der Bevölkerung zu den orthodoxen Christen und das Leben in der Region sei laut Kulumbegashvili streng. Daher manifestiere sich der Ausdruck von Spiritualität tendenziell durch religiöses Dogma. So werden beispielsweise die Zeugen Jehovas als religiöse Konfession zweiter Klasse angesehen. Dieser Glaube isoliere Yana und ihre Familie von der Welt und lasse sie eine untergeordnete Rolle im Haushalt einnehmen. Yana wisse nicht, wie sie sich emanzipieren soll, so Kulumbegashvili.
Kulumbegashvili erhielt im Entstehungsprozess zu Beginning Einladungen zu verschiedenen Förderprogrammen, darunter die des Filmfestivals von Cannes (Cinéfondation Residency) und der Sam Spiegel Film and Television School in Jerusalem. Beim Sam Spiegel International Film Lab erhielt das Projekt einen Preis zuerkannt. Mit am Drehbuch schrieb der georgische Filmemacher Rati Oneli, dem sie auch zuvor eine Rolle in ihrem Kurzfilm Ukhilavi sivrtseebi (2014, internationaler Titel: Invisible Spaces) anvertraut hatte. Gemeinsam hatten sie in ihrer Heimat auch die Produktionsfirma Office of Film Architecture (OFA) gegründet, die Beginning auch mitproduzierte. Darüber hinaus wurde Oneli im Film für den Part des David gecastet, während die weibliche Hauptrolle der Yana an die georgische Film- und Theaterschauspielerin Ia Suchitaschwili ging. Als Executive Producer trat u. a. der mexikanische Filmemacher Carlos Reygadas in Erscheinung.

## Rezeption
Auf der Website Rotten Tomatoes hält Beginning derzeit eine Bewertung von 90 Prozent, basierend auf 49 englischsprachigen Kritiken und einer Durchschnittswertung von 7,3 von 10 Punkten.

## Auszeichnungen
Beginning gewann im Jahr 2020 bislang sechs Film- bzw. Festivalpreise und wurde für vier weitere nominiert, darunter folgende:
- Adelaide Film Festival:

- Bester Spielfilm

- Festival Internacional de Cine de San Sebastián:

- Goldene Muschel – Bester Film
- Silberne Muschel – Beste Regie
- Silberne Muschel – Beste Darstellerin (Ia Sukhitashvili)
- Preis der Jury – Bestes Drehbuch

- Toronto International Film Festival:

- FIPRESCI-Preis – Sektion Discovery (Déa Kulumbegashvili)

Darüber hinaus wurde Kulumbegashvilis Film als georgischer Beitrag für die Kategorie „bester internationaler Film“ bei der Oscarverleihung 2021 eingereicht und gelangte auch in die Vorauswahl für die Golden Globe Awards 2021 („Bester fremdsprachiger Film“).